# Tom Thabane
Tom Thabane, właściwie Thomas Motsoahae Thabane (ur. 28 maja 1939 w Maseru) – lesotyjski polityk, minister spraw zagranicznych w latach 1990–1991 oraz 1998–2002, minister spraw wewnętrznych od 2002 do 2004 oraz minister komunikacji w latach 2004–2006. W latach 2006–2012 lider opozycji, premier Lesotho od 8 czerwca 2012 do 17 marca 2015 i ponownie od 16 czerwca 2017 do 20 maja 2020.

## Życiorys
Tom Thabane urodził się w 1939 jako najstarszy z ośmiorga rodzeństwa. W 1958 ukończył szkołę Lesotho High School, rozpoczynając studia. Został absolwentem nauk politycznych, języka angielskiego oraz filozofii na University of Botswana, Lesotho and Swaziland (ob. Uniwersytet Botswany). Wstąpił wówczas również do Kongresowej Partii Basuto (Basotholand Congress Party, BCP). W trakcie nauki w ramach Komitetu Solidarności Afro-Azjatyckiej wyjechał na wymianę studencką do ZSRR.
Po zakończeniu nauki, rozpoczął w latach 60. pracę jako urzędnik w brytyjskiej administracji kolonialnej. Następnie pełnił funkcję sekretarza stanu ds. zdrowia w rządzie premiera Leabui Jonathana. W latach reżimu wojskowego (1986–1993) zajmował stanowisko sekretarza Rady Wojskowej, a następnie ministra spraw zagranicznych i informacji (1990–1991).
Na początku 1995 objął funkcję doradcy premiera Ntsu Mokhehle. W czerwcu 1998 objął stanowisko ministra spraw zagranicznych w rządzie premiera Bethuela Pakalithy Mosisili, które zajmował do czerwca 2002. Następnie, od czerwca 2002 do listopada 2004 pełnił w jego gabinecie funkcję ministra spraw wewnętrznych i bezpieczeństwa publicznego oraz od listopada 2004 do października 2006 ministra komunikacji, nauki i technologii.
9 października 2006 zrezygnował z członkostwa w rządzącym Kongresie Lesotho na rzecz Demokracji (Lesotho Congress for Democracy, LCD) i założył własne ugrupowanie All Basotho Convection (ABC). Do nowej partii przyłączyło się także 17 innych parlamentarzystów partii rządzącej, dzięki czemu ABC stała się trzecią siłą w parlamencie. Ponieważ LCD po secesji części jego członków do ABC liczył 61 posłów w 120-osobowym parlamencie, pod koniec listopada parlament rozwiązano i rozpisano wcześniejsze wybory, wyznaczając ich datę na 17 lutego 2007. All Basotho Convection zajęła w nich trzecie miejsce, zdobywając 17 miejsc w Zgromadzeniu Narodowym, podczas gdy LCD zdobył 61 mandatów.
Przed kolejnymi wyborami parlamentarnymi na scenie politycznej Lesotho doszło nowego podziału. Na początku 2012 premier Pakalitha Mosisili opuścił szeregi LCD i utworzył własne ugrupowanie, Kongres Demokratyczny (Democratic Congress). Powodem tej decyzji była porażka w rywalizacji o przywództwo w LCD z Mothetjoą Metsingiem. Podział w szeregach partii rządzącej stworzył szansę zdobycia władzy przez ABC w zbliżających się wyborach. W wyborach tych, przeprowadzonych 26 maja 2012, All Basotho Convection zajęła drugie miejsce, zdobywając 30 ze 120 mandatów. Pomimo zwycięstwa Kongresu Demokratycznego (48 mandatów), Pakalitha Mosisili nie był w stanie utworzyć nowego rządu. W wyniku rozmów koalicyjnych pod przewodnictwem Thabane, 30 maja 2012 zawiązana została koalicja ABC, LCD (26 mandatów) oraz trzech pomniejszych partii, dysponująca w sumie większością 64 głosów. 8 czerwca 2012 Tom Thabane został zaprzysiężony na stanowisku nowego szefa rządu. W 2014 roku po nieudanym zamachu wojskowym Thabane wyjechał do RPA. Do kraju wrócił 20 września tego roku. W wyborach parlamentarnych w 2015 roku, kierowana przez niego partia All Basotho Convection (ABC), uzyskała 37.75%, co poskutkowało  zdobyciem 46 mandatów w 120-osobowym parlamencie. Nie udało się jednak podtrzymać koalicji. Thabane jednak uzyskał mandat deputowanego do krajowego parlamentu.